# Sebastiano Nela
, detto Sebino (Rapallo, 13 marzo 1961), è un ex calciatore ed ex giocatore di calcio a 5 italiano, di ruolo difensore.

## Caratteristiche tecniche
Difensore mancino, fisicamente dotato e propenso al gioco d'attacco, era un terzino sinistro capace di disimpegnarsi anche sulla corsia opposta o come libero. Era soprannominato ''L'incredibile Hulk ''

## Carriera

### Giocatore

#### Club

Nela (accosciato, secondo da destra) al Genoa nel 1981

Nasce in Liguria da genitori sardi originari di Chiaramonti. Dopo gli esordi con il Genoa, con il quale disputò tre stagioni in Serie B totalizzando 70 presenze e ottenendo una promozione in Serie A al termine del campionato 1980-1981, nell'estate seguente fu acquistato dalla Roma.
Esordì in massima serie con la maglia giallorossa a 20 anni, il 13 settembre 1981. Con i capitolini vinse lo scudetto della stagione 1982-1983: schierato come terzino destro pur prediligendo il piede opposto, contribuì alla vittoria del campionato con buone prestazioni. Mantenne alti livelli di rendimento anche nell'annata 1983-1984, al termine della quale fu giudicato, da una giuria di esperti, il miglior terzino destro della stagione. Nel 1987 fu vittima di un infortunio che lo allontanò dai campi da gioco per un anno. Il cantautore Antonello Venditti, tifoso romanista, gli dedicò una canzone dal titolo Correndo correndo.
Lasciò la Roma nel 1992, dopo nove stagioni, e dopo aver vinto anche tre Coppe Italia. Approdò al Napoli con cui rimase due stagioni e chiuse la carriera nel 1994, a 33 anni, con un totale di 315 gare e 16 reti in Serie A, e di 70 presenze e 6 reti in Serie B.
La stagione seguente si cimentò con il calcio a 5, giocando insieme all'amico Odoacre Chierico nelle file del Marino, in Serie A.
Nella stagione 1995-1996 tornò a calcare i campi di calcio a 11 accettando la proposta del Civitavecchia Calcio 1920, militante nel Campionato Nazionale Dilettanti, per poi chiudere definitivamente col calcio giocato al termine della stagione.

#### Nazionale
Tra il 1981 e il 1982 giocò in Under-21, disputando l'Europeo di categoria. Prese parte anche alla spedizione olimpica di Los Angeles 1984.
Fu anche impiegato in nazionale maggiore, con la quale esordì il 22 maggio 1984 contro la Germania Ovest, in una gara amichevole organizzata per l'ottantesimo anniversario della FIFA; giocò i primi 70 minuti, venendo sostituito da Claudio Gentile. In totale sono state cinque le sue presenze in maglia azzurra, con la partecipazione al campionato del mondo 1986 in Messico, pur senza mai scendere in campo.

### Dopo il ritiro
Nel 1996 è dirigente del Real Piedimonte San Germano e nel 1997 dell'Avezzano, nel 2005 è direttore tecnico della scuola calcio e proprietario dell'omonima polisportiva nel quartiere Quarto Miglio a Roma. Ad inizio anni 2000 è stato uno dei promotori del Beach soccer in Italia. È stato direttore sportivo della Viterbese, durante la presidenza di Luciano Gaucci. Al termine dell'attività agonistica è divenuto apprezzato opinionista sportivo per varie emittenti televisive e stazioni radiofoniche romane. Negli anni duemiladieci lavora per i canali di Premium Calcio come commentatore tecnico.
Nel 2013 il Genoa lo ha inserito nella sua hall of fame. Nello stesso anno ha rivelato di avere sconfitto un cancro al colon. Nel 2016 entra nell' As Roma , curandone i rapporti con i tifosi Dal gennaio 2018 è opinionista della neonata emittente radiofonica RMC Sport Network. Nel 2018 l'As Roma lo ha inserito nella sua Hall of Fame Dal luglio 2018 al luglio 2020 è il responsabile della squadra femminile della Roma.
Dall'inizio degli anni duemilaventi collabora con Rai Sport, divenendo opinionista per La Domenica Sportiva, A tutto calcio di Iacopo Volpi, gli speciali inerenti alle gare del campionato d'Europa 2020, 90º minuto di Paola Ferrari, A tutto campo, 90esimo Minuto di Lunedì e il post partita della Nazionale italiana con la conduzione di Marco Mazzocchi mentre in occasione del campionato del mondo 2022 e delle qualificazioni agli Europei Under-21 affianca Luca De Capitani nella telecronaca di alcune partite. In occasione della semifinale di ritorno di UEFA Europa League 2022-2023 Bayer Leverkusen-Roma invece è bordocampista con Simona Rolandi e Antonio Di Gennaro e per la finale tra Roma e Siviglia insieme a Lele Adani affianca Simona Rolandi nello studio alla Puskás Aréna di Budapest. L'anno seguente è bordocampista in occasione dell'andata dei quarti Milan-Roma insieme a Fulvio Collovati e affianca sempre De Capitani nella telecronaca di alcune partite di Euro 2024. Dal 2022 è consulente del Ladispoli calcio femminile Nel 2023 ha scritto il libro autobiografico, intitolato Il vento in faccia. Dal 2024 è direttore tecnico dell'Accademy Casalotti

## Statistiche

### Presenze e reti nei club
| Stagione        | Squadra         | Campionato      | Campionato | Campionato | Coppe nazionali | Coppe nazionali | Coppe nazionali | Coppe continentali | Coppe continentali | Coppe continentali | Altre coppe | Altre coppe | Altre coppe | Totale | Totale |
| Stagione        | Squadra         | Comp            | Pres       | Reti       | Comp            | Pres            | Reti            | Comp               | Pres               | Reti               | Comp        | Pres        | Reti        | Pres   | Reti   |
| --------------- | --------------- | --------------- | ---------- | ---------- | --------------- | --------------- | --------------- | ------------------ | ------------------ | ------------------ | ----------- | ----------- | ----------- | ------ | ------ |
| 1978-1979       | Genoa           | B               | 6          | 0          | CI              | 0               | 0               | -                  | -                  | -                  | -           | -           | -           | 6      | 0      |
| 1979-1980       | Genoa           | B               | 28         | 2          | CI              | 1               | 0               | -                  | -                  | -                  | -           | -           | -           | 29     | 2      |
| 1980-1981       | Genoa           | B               | 36         | 4          | CI              | 3               | 0               | -                  | -                  | -                  | -           | -           | -           | 39     | 4      |
| Totale Genoa    | Totale Genoa    | Totale Genoa    | 70         | 6          |                 | 4               | 0               |                    | -                  | -                  |             | -           | -           | 74     | 6      |
| 1981-1982       | Roma            | A               | 30         | 2          | CI              | 2               | 0               | CdC                | 4                  | 0                  | -           | -           | -           | 36     | 2      |
| 1982-1983       | Roma            | A               | 28         | 2          | CI              | 8               | 1               | CU                 | 8                  | 0                  | -           | -           | -           | 44     | 3      |
| 1983-1984       | Roma            | A               | 27         | 2          | CI              | 7               | 0               | CC                 | 7                  | 0                  | -           | -           | -           | 41     | 2      |
| 1984-1985       | Roma            | A               | 20         | 1          | CI              | 5               | 1               | CdC                | 5                  | 1                  | -           | -           | -           | 30     | 3      |
| 1985-1986       | Roma            | A               | 28         | 2          | CI              | 7               | 0               | -                  | -                  | -                  | -           | -           | -           | 35     | 2      |
| 1986-1987       | Roma            | A               | 25         | 3          | CI              | 7               | 0               | CdC                | 2                  | 0                  | -           | -           | -           | 34     | 3      |
| 1987-1988       | Roma            | A               | 6          | 0          | CI              | 0               | 0               | -                  | -                  | -                  | -           | -           | -           | 6      | 0      |
| 1988-1989       | Roma            | A               | 32+1       | 2          | CI              | 6               | 0               | CU                 | 6                  | 0                  | -           | -           | -           | 45     | 2      |
| 1989-1990       | Roma            | A               | 30         | 1          | CI              | 6               | 0               | -                  | -                  | -                  | -           | -           | -           | 36     | 1      |
| 1990-1991       | Roma            | A               | 28         | 1          | CI              | 8               | 0               | CU                 | 11                 | 0                  | -           | -           | -           | 47     | 1      |
| 1991-1992       | Roma            | A               | 27         | 0          | CI              | 6               | 0               | CdC                | 6                  | 0                  | SI          | 1           | 0           | 40     | 0      |
| 1992-1993       | Roma            | A               | 0          | 0          | CI              | 1               | 0               | CU                 | 2                  | 0                  | -           | -           | -           | 3      | 0      |
| Totale Roma     | Totale Roma     | Totale Roma     | 281+1      | 16         |                 | 63              | 2               |                    | 51                 | 1                  |             | 1           | 0           | 397    | 19     |
| 1992-1993       | Napoli          | A               | 23         | 0          | CI              | 2               | 0               | CU                 | 0                  | 0                  | -           | -           | -           | 25     | 0      |
| 1993-1994       | Napoli          | A               | 11         | 0          | CI              | 0               | 0               | -                  | -                  | -                  | -           | -           | -           | 11     | 0      |
| Totale Napoli   | Totale Napoli   | Totale Napoli   | 34         | 0          |                 | 2               | 0               |                    | 0                  | 0                  |             | -           | -           | 36     | 0      |
| Totale carriera | Totale carriera | Totale carriera | 385+1      | 22         |                 | 69              | 2               |                    | 51                 | 1                  |             | 1           | 0           | 507    | 25     |

### Cronologia presenze e reti in nazionale
| Cronologia completa delle presenze e delle reti in nazionale ― Italia | Cronologia completa delle presenze e delle reti in nazionale ― Italia | Cronologia completa delle presenze e delle reti in nazionale ― Italia | Cronologia completa delle presenze e delle reti in nazionale ― Italia | Cronologia completa delle presenze e delle reti in nazionale ― Italia | Cronologia completa delle presenze e delle reti in nazionale ― Italia | Cronologia completa delle presenze e delle reti in nazionale ― Italia | Cronologia completa delle presenze e delle reti in nazionale ― Italia |
| Data                                                                  | Città                                                                 | In casa                                                               | Risultato                                                             | Ospiti                                                                | Competizione                                                          | Reti                                                                  | Note                                                                  |
| --------------------------------------------------------------------- | --------------------------------------------------------------------- | --------------------------------------------------------------------- | --------------------------------------------------------------------- | --------------------------------------------------------------------- | --------------------------------------------------------------------- | --------------------------------------------------------------------- | --------------------------------------------------------------------- |
| 22-5-1984                                                             | Zurigo                                                                | Germania Ovest                                                        | 1 – 0                                                                 | Italia                                                                | Amichevole                                                            | -                                                                     | 70’                                                                   |
| 26-3-1986                                                             | Udine                                                                 | Italia                                                                | 2 – 1                                                                 | Austria                                                               | Amichevole                                                            | -                                                                     |                                                                       |
| 8-10-1986                                                             | Bologna                                                               | Italia                                                                | 2 – 0                                                                 | Grecia                                                                | Amichevole                                                            | -                                                                     |                                                                       |
| 6-12-1986                                                             | Ta' Qali                                                              | Malta                                                                 | 0 – 2                                                                 | Italia                                                                | Qual. Euro 1988                                                       | -                                                                     |                                                                       |
| 18-4-1987                                                             | Colonia                                                               | Germania Ovest                                                        | 0 – 0                                                                 | Italia                                                                | Amichevole                                                            | -                                                                     |                                                                       |
| Totale                                                                |                                                                       | Presenze                                                              | 5                                                                     |                                                                       | Reti                                                                  | 0                                                                     |                                                                       |

| Cronologia completa delle presenze e delle reti in nazionale ― Italia under 21 | Cronologia completa delle presenze e delle reti in nazionale ― Italia under 21 | Cronologia completa delle presenze e delle reti in nazionale ― Italia under 21 | Cronologia completa delle presenze e delle reti in nazionale ― Italia under 21 | Cronologia completa delle presenze e delle reti in nazionale ― Italia under 21 | Cronologia completa delle presenze e delle reti in nazionale ― Italia under 21 | Cronologia completa delle presenze e delle reti in nazionale ― Italia under 21 | Cronologia completa delle presenze e delle reti in nazionale ― Italia under 21 |
| Data                                                                           | Città                                                                          | In casa                                                                        | Risultato                                                                      | Ospiti                                                                         | Competizione                                                                   | Reti                                                                           | Note                                                                           |
| ------------------------------------------------------------------------------ | ------------------------------------------------------------------------------ | ------------------------------------------------------------------------------ | ------------------------------------------------------------------------------ | ------------------------------------------------------------------------------ | ------------------------------------------------------------------------------ | ------------------------------------------------------------------------------ | ------------------------------------------------------------------------------ |
| 23-9-1981                                                                      | Sofia                                                                          | Bulgaria under 21                                                              | 0 – 0                                                                          | Italia under 21                                                                | Amichevole                                                                     | -                                                                              |                                                                                |
| 16-10-1981                                                                     | Belgrado                                                                       | Jugoslavia under 21                                                            | 1 – 0                                                                          | Italia under 21                                                                | Qual. Europeo Under-21 1982                                                    | -                                                                              |                                                                                |
| 12-11-1981                                                                     | Padova                                                                         | Italia under 21                                                                | 1 – 0                                                                          | Grecia under 21                                                                | Qual. Europeo Under-21 1982                                                    | -                                                                              |                                                                                |
| 23-2-1982                                                                      | Catanzaro                                                                      | Italia under 21                                                                | 0 – 1                                                                          | Scozia under 21                                                                | Europeo Under-21 1982 - Quarti di finale                                       | -                                                                              |                                                                                |
| 24-3-1982                                                                      | Aberdeen                                                                       | Scozia under 21                                                                | 0 – 0                                                                          | Italia under 21                                                                | Europeo Under-21 1982 - Quarti di finale                                       | -                                                                              | 85’                                                                            |
| Totale                                                                         |                                                                                | Presenze                                                                       | 5                                                                              |                                                                                | Reti                                                                           | 0                                                                              |                                                                                |

## Palmarès

### Club
- Campionato italiano: 1

Roma: 1982-1983
- Coppa Italia: 3

Roma: 1983-1984, 1985-1986, 1990-1991